# Isla Cerritos
Isla Cerritos är en ö tillhörande delstaten Yucatán i Mexiko. En arkeologisk utgrävning har utförts på ön om prespanska Mayabosättningar. Öns högsta punkt är 4 meter över havet. 